# Мезозойска геосинклинална област
Мезозойската (Тихоокеанска, Яншанска, Ларамийска) геосинклинална област или Мезозойско (Тихоокеанско, Яншанско, Ларамийско) нагъване, Мезозойска (Тихоокеанска, Яншанска, Ларамийска) орогенеза е епоха на интензивни прояви на нагъване, планинообразуване и гранитуиден интрузивен магматизъм по време на мезозойската ера. Най-интензивно процесите са се проявили по периферията на Тихия океан (в Източна Азия, в Кордилерите и Андите), където носят названието Тихоокеанска (Яншанска, Ларамийска) орогенеза.
Началната тектонска епоха на мезозойската орогенеза – раннокимерийска (индокитайска) – се отнася към края на триаса и началото на юрата. Нейните проявления са отбелязани в Индокитай, в североизточната част на Иранската планинска земя, на полуостровите Мангишлак и Таймир, в Северна Добруджа и в някои райони на Кордилерите в Северна Америка. Следващата след раннокимерийската е къснокимерийската тектонска епоха, известна също под названията андийска, невадийска, колимска и арауканска и се явява главна епоха във формирането на структурите на Верхояно-Чукотската област, Монголо-Охотската нагъната система, централните части на Кордилерите в Северна и Южна Америка и някои други области. Тя се проявява в края на юрата и началото на кредата. Ново оживление на тектонски движения се появяват в средата и особено в края на кредата и началото на палеогена, т.нар. ларамийска епоха, като тогава се формират структурите на Скалистите планини, западните части на Корякската планинска земя, полуостров Камчатка, Сихоте Алин, остров Суматра и др. Извън геосинклиналните системи мезозойската тектогенеза се проявява и като издигане на периферните части на платформите (особено Сибирската и Южнокитайската) и възобновяване на вулканичната дейност (кисел вулканизъм, интрузии на гранитоиди в Източна Азия). Мезозойската тектогенеза се е съпровождала с образуването на многочислени находища на цветни метали (мед, молибден, калай, волфрам, злато и др.) в Тихоокеанския пояс, Монголо-Охотската система, в активизираните периферни части на платформите и отчасти в Средиземноморския пояс. Някои геолози обединяват Мезозойската орогенеза и собствено алпийската епоха в един алпийски цикъл на тектогенеза.